# Garavaglia
Garavaglia is een Italiaans historisch merk van motorfietsen.
De Garavaglia was een bijzondere eenwielige motorfiets uit 1904.
Het wiel was twee meter in doorsnede. Binnen in het wiel was een staande eencilinder motor gemonteerd waarboven de bestuurdersstoel stond. Via riemen en een tandwiel werd het superwiel aangedreven, terwijl stoel en motorblok stil bleven staan.